# Lestrimelitta mourei
Lestrimelitta mourei är en biart som beskrevs av Oliveira och Marchi 2005. Lestrimelitta mourei ingår i släktet Lestrimelitta och familjen långtungebin. Inga underarter finns listade i Catalogue of Life.